# Las Floresflygplatsen
Las Floresflygplatsen är en flygplats i Argentina. Den ligger i provinsen Buenos Aires, i den centrala delen av landet, 170 km söder om huvudstaden Buenos Aires. Las Flores Airport ligger 38 meter över havet.
Terrängen runt Las Floresflygplatsen är mycket platt. Trakten är glest befolkad. 